# Rio Bogdana (Simila)
O Rio Bogdana é um rio da Romênia afluente do Rio Simila, localizado no distrito de Vaslui.